# Kanton Tours-Nord-Ouest
Tours-Nord-Ouest is een voormalig kanton van het Franse departement Indre-et-Loire. Het kanton maakte deel uit van het 444 Tours. Het werd opgeheven bij decreet van 18 februari 2014 met uitwerking op 22 maart 2015.
Het kanton omvatte uitsluitend een deel van de gemeente Tours.